# Robert Campbell (Politiker, 1808)
Robert Campbell (* 1. Mai 1808 in Bath, Steuben County, New York; † 16. Juli 1870 ebenda) war ein US-amerikanischer Rechtsanwalt und Politiker. Er war der Sohn von Robert Campbell († 1849), der 1794 von Glasgow (Schottland) in die Vereinigten Staaten immigrierte und sich dann in Bath niederließ.

## Werdegang
Robert Campbell besuchte die Geneva Academy und dann das hiesige College. Anschließend machte er eine Ausbildung bei einem Rechtsanwalt, bekam seine Zulassung als Anwalt und fing dann in Bath an zu praktizieren. Er war mit Frances Fowler verheiratet. Das Paar bekam zwei Söhne, Clarence und Frank Campbell.
Robert war 1846 als Delegierter für die Demokratische Partei bei der verfassunggebenden Versammlung von New York tätig, wechselte allerdings 1848 zu der Free Soil Party und später zu der Republikanischen Partei. Zwischen 1859 und 1862 bekleidete er das Amt des Vizegouverneurs von New York unter Gouverneur Edwin D. Morgan.
Er wurde auf dem Grove Cemetery in Bath (New York) beigesetzt. Sein Haus, besser bekannt als das Campbell-Rumsey House, wurde 1983 in das National Register of Historic Places aufgenommen.